# フォルテ (浜松市)
フォルテ (FORTE) は、かつて静岡県浜松市中区（現：中央区）旭町12-3にあった複合施設。浜松駅から徒歩1分以内、バスターミナルに面した位置にあった。浜松市と遠州鉄道が共同出資して設立した第三セクター、浜松都市開発株式会社が運営していた。

## 構造
敷地は東海道本線の浜松駅周辺連続立体交差化事業に伴って南側に移設された旧線路部分を約33億円で買収。建物の建設費は約82億円。

### アトリウム棟
前面はガラス張りのアトリウムとなっており、フォルテガーデンとして市民に開放されていた。また、浜松市の市民サービスセンターや駅前交番などが入居する公共的なゾーンとなっていた。地下2階には810名を収容できる、ロックコンサート向けのホールがあった。

### オフィス棟
施設奥にあたる西側は地上12階建（高さ約45m）のオフィスビルとなっていた。

## 再開発計画
参考文献: 

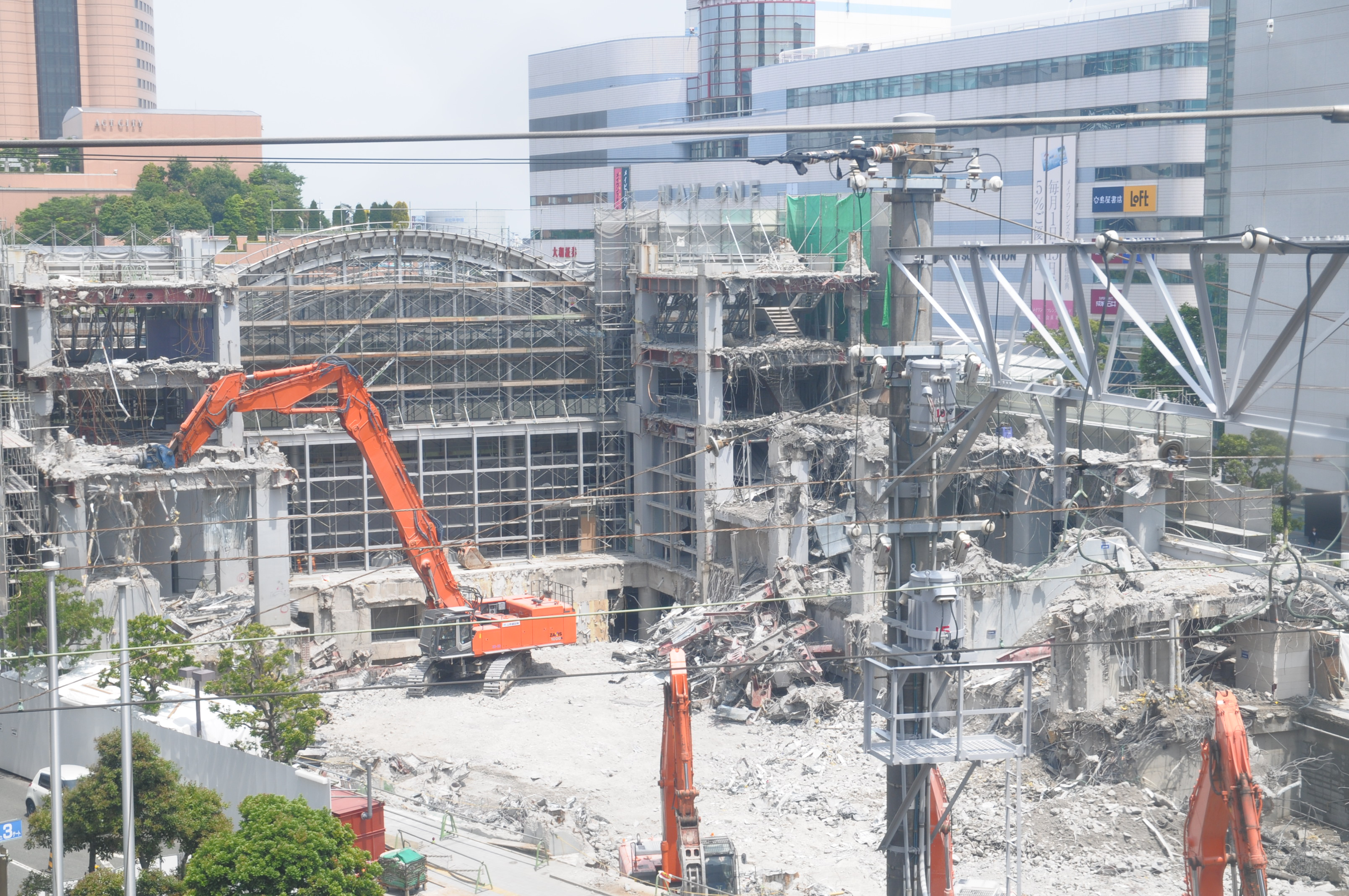
解体中のフォルテ

当施設は浜松市と遠州鉄道の共同出資により第三セクター方式で運営されていたが、大家である市と遠州鉄道の関連団体が入居テナントの多くを占めており、賃料収入の6割を浜松市分が占めていた。2008年（平成20年）には「（東京の）銀座並みの家賃で赤字を補填している」と、市行財政改革推進審議会（会長・鈴木修・スズキ会長）からも収益性に疑問を呈された。また、特殊な構造のガラス張りの建物であることから、今後必要となる耐震補強工事に多額の費用を要することが明らかになっていた。
これを受け、市はフォルテの持ち分を遠州鉄道に売却。浜松都市開発株式会社は主要株主が出資金の回収を断念して清算された。遠州鉄道はフォルテを（アトリウム棟、オフィス棟とも）解体して新たに遠鉄百貨店新館とし、2011年11月9日にオープンした。
旧フォルテホール（えんてつホールと改名）、および駅前交番の機能は、新施設にも継承されている。

## 歴史
- 1990年（平成2年）11月 オープン。以前は国鉄線路が広がっていた（高架工事完了によって撤去）。
- 2008年（平成20年）12月 解体・撤去

## 入居していた主なテナント
アトリウム棟
- フォルテホール
- 浜松市中央図書館駅前分室（一時的にすぐ北側の浜松駅前ビルヂングへ移転した後、現在は跡地に建設された遠鉄百貨店新館へ再移転している）
- 浜松市情報プラザ
- 木下惠介記念館
- 浜松国際交流協会
- 浜松市駅前市民サービスセンター（一時的に浜松駅バスターミナル地下（かつてのバス案内所跡地）へ移転した後、現在は遠鉄百貨店新館へ再移転している）
- 浜松中央警察署浜松駅前交番（上記のサービスセンター同様､バスターミナル地下→遠鉄百貨店新館へ移転）
- 京都きもの友禅（呉服）

オフィス棟
- 遠州鉄道
- 遠鉄百貨店
（オフィス棟上層階に本社オフィス、アトリウム棟1階にCOACH浜松遠鉄店が入居）
- 静岡朝日テレビ浜松支社（現在はイーステージ浜松へ移転）